# Svalgsträngsdjur
Svalgsträngsdjur (Hemichordata) är en stam marina djur. Recenta svalgsträngsdjur är bottenlevande masklika organismer, som har stor utbredning. Det finns cirka 1 000 nu levande arter i denna stam, där arterna kännetecknas av en "ollontarm" – en utbuktning på tarmen som riktas framåt. 
De ansågs tidigare utgöra en understam inom ryggsträngsdjuren (Chordata). De har också många av de egenskaper som kännetecknar ryggsträngsdjur, bland andra en rudimentär ryggsträng, ett dorsalt nervrör och gälspringor. Det har dock visat sig att svalgsträngsdjurens ryggsträng – svalgsträngen eller stomokordan – inte har samma evolutionära ursprung som ryggsträngsdjurens. Därför har de placerats i en egen stam.
Kroppen hos arterna har en tredelad indelning, med prosom, mesosom och metasom. Denna tredelning har en motsvarande inre indelning i tre åtskilda sektioner av kroppshålan (coelomavsnitt).
Till svalgsträngsdjuren hör bland andra ollonmaskarna (Enteropneusta), fjädermaskar (Pterobranchia), Planctosphaeroidea och den utdöda gruppen graptoliter (Graptolithina). Stammen indelas i två klasser, vilka båda finns representerade i Sverige. Minst fyra arter svalgsträngsdjur har påträffats i Sverige.